# 文心雕龍義證
《文心雕龍義證》，又常簡稱《義證》，是由詹鍈對於《文心雕龍》的注本:69，於1989年由上海古籍出版社首版，分為上、中、下三冊，約134萬字。此書被上海古籍出版社收入「中國古典文學叢書」之中，是龍學的參考書目之一:44。本書帶有汇注、釋義和評說的性質，在中國內外學術界都有大影響。

## 內容
在序例中，詹鍈對於《文心雕龍》和其研究的情況發表了他的一些看法。他在此批評雖然《文心雕龍》己經成了顯學，但是有些文章的論著的對於同一問題的解說依然各有己見，而他同時也批評有些學者對於文心雕龍將自己的看法缺乏証據而強加於劉勰身上。之後，他在版本敘錄中對於上自元至正本，下至唐寫本的版本對作出了解介紹。
在正文中，對於《文心雕龍》的篇次逐篇逐段作出了注解，並引用經傳子史、漢魏文論、《文心雕龍》不同篇章、劉勰同時代人的見解、唐宋的其他詩話和各家注本的見解，並提出自己的新見或總結他們的論點。而在每篇次都有一小節對於此篇的題解，收集了有關說明此篇的史料或者有關的論述以說明其趣旨。最後在書末列出引用書目共二百六十種。

## 分析
- 范注：范文瀾. 《文心雕龍注》. 北京: 人民文學出版社. 1958.
- 《校注》：楊明照. 《文心雕龍校注拾遺》增訂本. 上海: 上海古籍出版社. 1982.
- 《斟詮》：李曰剛. 《文心雕龍斟詮》. 臺灣版. 1982.
- 《校證》：王利器. 《文心雕龍校證》. 上海: 上海古籍出版社. 1980.
- 《注訂》：張立齋. 《文心雕龍注訂》. 臺灣版. 1987.
- 《校釋》：劉永濟. 《文心雕龍校釋》. 中華書局上海編輯所本.
- 《札记》：黃侃. 《文心雕龍札記》. 中華書局上海編輯所本.

在本書中經常引用了前人對於《文心雕龍》的研究成果，具有汇注的性質。據不完全統計，在本書中，一共用了范文瀾的《文心雕龍注》1230次、楊明照《文心雕龍校注拾遺》一共875次、李曰剛《文心雕龍斠詮》一共750次。曹月芳認為，這代表他對於近人研究結果的重視，薈莘了諸家的成果:69-70。李平、黄诚祯補充，實際上詹鍈引用了《斠詮》不只750次，有些內容沒有分析定正而直接引錄，但是整體而言是相互啟發互補，當中增加了很多闕疑、補正、駁正、錄異、接受過程上有很大的發展。楊明照針對這在《詹鍈〈文心雕龍義証〉指瑕》中批評，《義證》對於《斠诠》接受甚多，但是沒有對其作出合適的核對，甚至將《斠诠》誤稱為《斟詮》，而兩字根本是互不相通的。而在引錄范文瀾《文心雕龍注》的時候核對同樣不足，原文錯誤照錄。戚良德認為，他不是單純將各種注本的原文引錄，而是作出選擇出有証據的注而引錄，展現他「無徵不信」的原則，也在引錄的基礎上帶出自己的見解。胡大雷認為，他對於〈隱秀〉篇的說法沒有完全接受過去名家所提出來的觀點，而是另外翻檢先前研究家所提出的資料，而進行研究，以証是劉勰所作。而他在會注部份收集了很多的不同的材料，可見他和《文心雕龍》一樣「體大而慮周」。
本書同時也有釋義和評說的特點。戚良德舉出了他對於風骨篇的評說為例，指他引用書目眾多，「关于『风骨』的资料，尤其是刘勰时代前后的资料，近乎一网打尽了」，而他對於風骨論的評論簡潔而視野開闊:48。李平認為，他搜集了不少相关的经传子史至汉晋以来的文论以详考语源，「提供了丰富、翔实的语源材料」，而這些工作一般的《文心雕龍》注本是很少提及的。而且也會參照原文輾轉互證、引用刘勰同时代人的见解、 比較唐宋以后文评诗话等，使讀者理解上大有裨益。胡大雷認為，此書具有濃厚的理論色彩和精辟的理論觀點，在集解、汇注時候使用了校勘学、训诂学、文艺学、美学甚至心理學以论证刘勰的文学思想，可謂是「思精而理要」。

## 評價
詹福瑞認為此書「既反映了詹先生几十年研究《文心雕龙》的创获，又可以看出自古及今历代研究《文心雕龙》的成果，是范文澜《文心雕龙注》之后，又一部全面而谨严的证义为主，兼有汇注、集解性质的本子」。李平認為，此書「使大陆与台湾地区的“龙学”研究成果得以交融互补，这在海峡两岸“龙学”交流史上无疑具有破冰迎春的历史意义和开榛辟莽的学术价值」。戚良德認為，「《文心雕龙义证》是一部既有会注与集成之功，又具个人理论色彩的质地优良之作；在20世纪龙学史上，是不可多得的」，而強大的版本學基礎使滙校的過程更為堅實:45,48。張少康評價此書為「本世紀《文心雕龍》研究方面的一集成之作。」，但是也批評有些會注集解不全面，見解選擇不精的問題。

## 得獎
- 1991年獲河北省第三届社科成果一等獎
- 1992年3月獲评为建国以来古籍整理优秀著作
- 1993年获第一届國家图书奖提名
- 1995年获中華人民共和國國家教育委員會评为优秀科研成果二等奖[4]